# ARM CHAMPS
『ARM CHAMPS』(アームチャンプス)とは、ジャレコが販売したゲームセンター向けのアーケードゲーム。筐体に設置された腕を握ることで、腕相撲を行う体感型腕相撲ゲーム。腕力を測定できることから、腕相撲マシンとも呼ばれている。続編『ARM CHAMPS II』についても記載する。

## 概要
プレイヤーはお金を入れ、対戦相手を選択する。対戦相手はレベルごとに腕力が設定されている。プレイヤーは筐体の肘を乗せる台に肘を乗せ、筐体の腕を握り、腕相撲を行う。筐体の腕を押し倒し、3秒間固定させれば勝利となる。逆に筐体の腕によって、プレイヤーの腕が押し倒され、3秒間固定されれば負けとなる。なお制限時間中に決着がつかない場合には引き分けとなる。対戦中は対戦相手によって力の強弱や、モニターに映し出された対戦相手の表情が変化し、臨場感あふれるプレイを楽しむことができる。なおこのゲーム機は右利き専用であるため、左利きの人も右手でのプレイとなる。以下、機種ごとの特徴を記載する。

## ARM CHAMPS

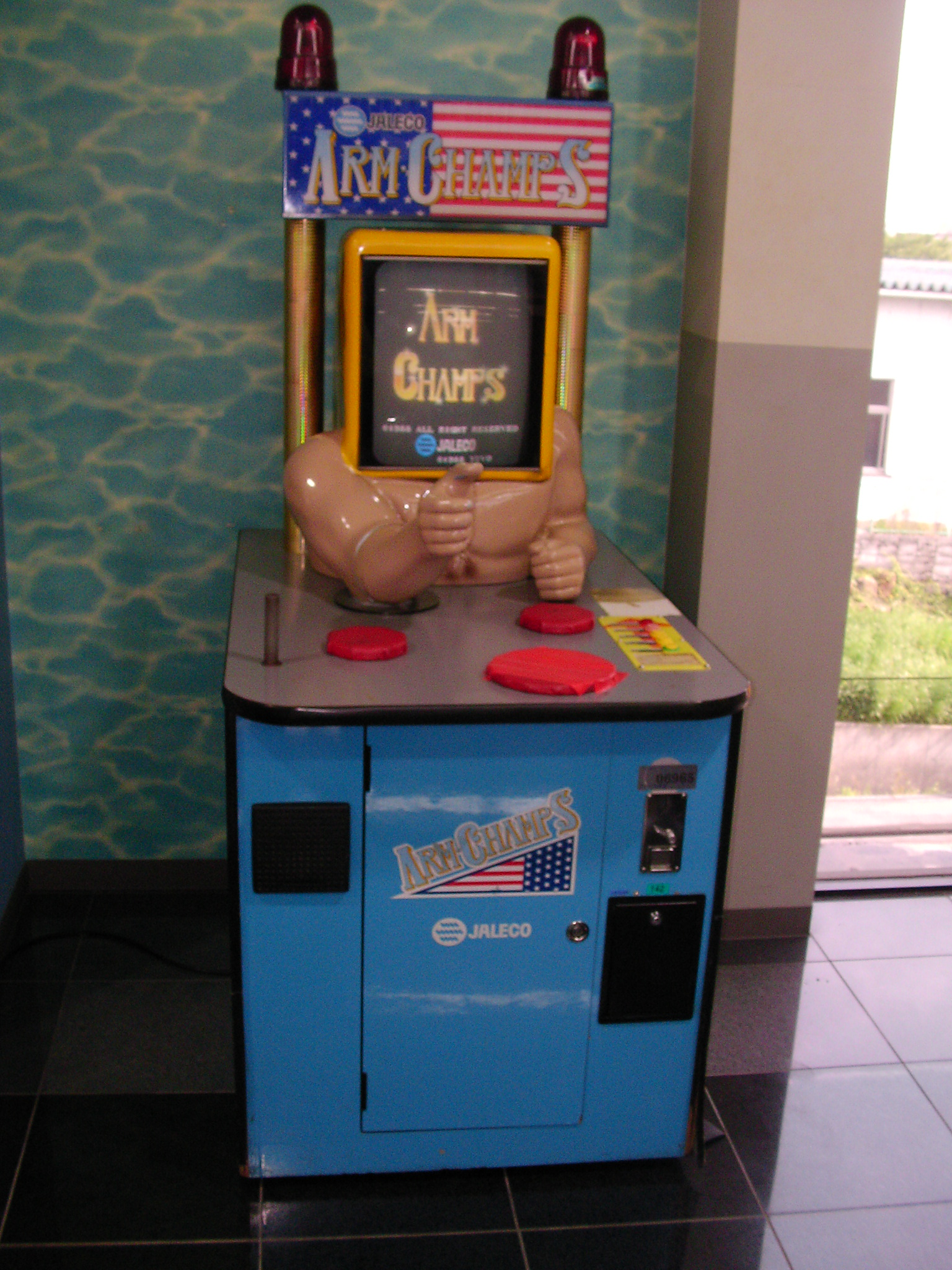
初代ARM CHAMPS筺体

1988年にジャレコより販売される。本作の特徴として、腕相撲中にプレイヤーの腕力が計測される。

### ゲームの進め方
プレイヤーはコインを入れ、次の2つのうちのいずれかのモードを選択する。対戦回数をあらかじめ決定し対戦相手を自由に選択できるモード、もしくはトーナメント方式の遊び方の2種類である。前者はその都度、対戦相手を自由に変更できる。後者は勝てば1ランク上の対戦相手と自動的に対戦となる。

### 対戦相手
対戦相手は5名である。難易度の低い順番に、女性チャンプ(ネッシーパピオン イギリス人プロレスラー)、ステップ1(マッドフォァマン ドイツの無職)、ステップ2(チョーヨンピン 中国の漁師)、ステップ3(マイクロビンソン 南アフリカの鉱夫)、ステップ4(ウルフアダムス アメリカのコンボイ運転手)である。

## ARM CHAMPS II

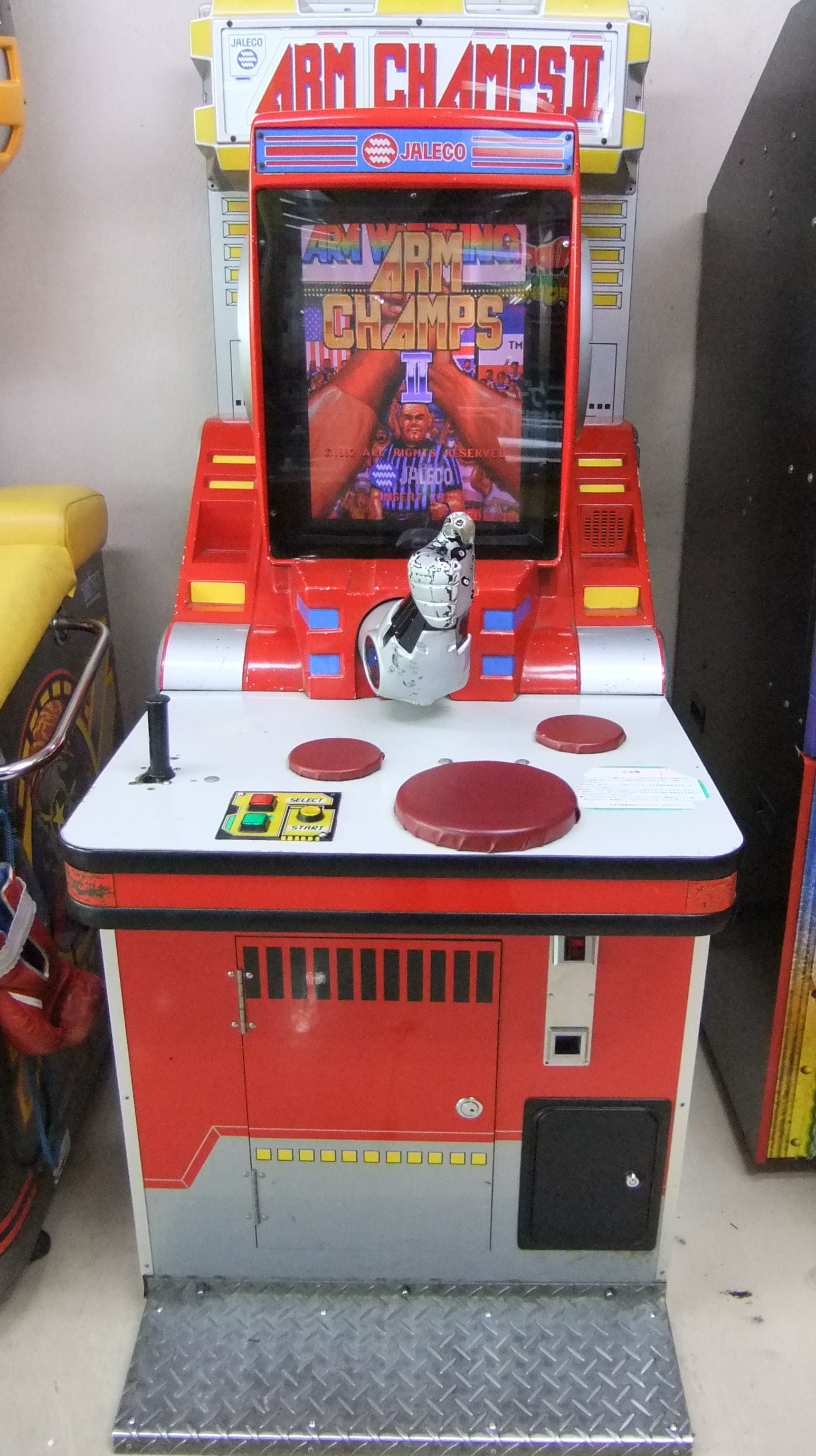
ARM CHAMPS II筺体

1992年にジャレコより販売される。前作の反省点から、筐体にプレイヤーの肘が固定されていないと警告機能が発動し、ゲームの進行が中断するようになった。なお警告を無視し続けると自動的に反則負けとなる。またモーター駆動方式を採用し、より対戦相手の力の強弱のバリエーションが増した。

### ゲームの進め方
プレイヤーはコインを入れ、それぞれレベルごとに選別された9人の対戦相手の中から1人を選択する。その後、勝負を行い勝った場合は1ランク上の対戦相手と自動的に対戦となる。なお最も強い「ロボアームレスラー」を選択した場合、色違いで強さの異なる「ロボアームレスラー」がプレイ回数分登場する。なおプレイ回数は店舗の設定により異なり、2〜4試合のいずれかの設定となっている。

### 対戦相手
対戦相手は9名である。難易度の低い順番に、トリクシィ(ロシアの女性ボディビルダー)、チャン(台湾の大道芸人)、アトラス(宇宙の惑星アミューズメントの王子)、ターク(エジプトの退役軍人)、デューク(アメリカの元チャンピオンプロボクサー)、ザ・ロック(イギリスの悪役レスラー)、ゴライアス(フランスのボディビルダー)、シバヤマ(日本の横綱)、スペックス(ハリウッドのロボアームレスラー)である。

### ボーナスゲーム
本作では、無敗でトーナメントが終了した場合にはボーナスゲームが用意されている。金色のロボアームレスラーが相手となり、プレイヤーの腕力を計測してくれる。なおハイスコアを出した場合には、ランキングに載ることが出来る。なおランキングは上位20名のみで、電源を切るとリセットされる。腕力があまりにも高い場合は測定不能で∞と表示される。

## 問題点
このゲームは腕力を測定するという機能がついており、どうしても無茶をしてしまう者がいて、その結果怪我をしてしまうといったことが見受けられた。また腕力の測定時には、両手を使う、3人がかりで抑え付ける、筐体の腕の上に全体重をかけるといった本来のプレイ方法に反した行為が行われていた。しかしここでの測定基準はあくまで、筐体の腕を倒す際のスピードであり、体重をかけるといった重さの問題ではないため、ハイスコアが出ることはない。

## 店ごとの強さ
アームチャンプスでは、難易度別にキャラクターを用意し、強さを分けているが、店舗によって同じキャラクターでも強さが全く違うといった事象が発生している。このゲームに強さの設定機能は付いていないため、筐体のメンテナンス状況や使用回数が関係している。従って同じ機種であっても、店舗によって強さが異なるため、楽にロボアームレスラーを倒せる場合もあれば、数人がかりでも倒せない店舗などがある。

## 設置店
1990年代には、ほとんどのゲームセンターで見ることが出来たが、現在ではあまり見ることがない。昔ながらのボウリング場やスパ施設などのゲームコーナー、時間定額制のゲームセンターやレジャーランドなどで見ることができる。

## 類似品
Arm Champs
同じ名称のゲームだが、中国で販売されている腕相撲体感ゲーム。日本版Arm Champsとゲームの仕組みは同じだが、関連性はなく全くの別物である。プレイヤーは難易度の異なる対戦キャラクターを選択し、2人に勝てばプレイヤーの腕力を計測することができる。なお腕力のスコアが優秀だった場合、筐体についているカメラでプレイヤーの顔写真を撮影し、記録として残すことができる。黄色と黒の筐体が目印である。
腕魂
アトラスから2007年に販売された腕相撲体感ゲーム。発売してすぐに、プレイヤーの腕を骨折させてしまう事件が3件発生し、全国に販売した150台をすぐに自主回収した。セガ・インタラクティブへアトラスのアーケードマシン事業が移管した現在、設置している店舗はない。
海外の腕相撲体感型ゲーム
海外でもArm Champsのような腕相撲体感型のアーケードゲームが多数存在する。中には左利き用の物も存在する。Arm Wrestling Machineと呼ばれている。